# إميلسن مانيوما
إميلسن مانيوما (بالإسبانية: Emilsen Manyoma)‏ (من مواليد عام 1984 أو 1985 - والمُتوفاة في عام 2017) هي ناشطة حقوق الإنسان من كولومبيا. كانت إميلسن كولومبية من أصل إفريقي عملت في «بناء مجتمعات السلام في الأقاليم» أو شبكة CONPAZ في منطقة باجو كاليما في البلاد في إدارة فالي ديل كاوكا. كانت مانيوما منتقدة صريحة للقوات شبه العسكرية اليمينية وشركات التعدين والشركات الزراعية. شمل عمل مانيوما حقوق النازحين بسبب تهريب المخدرات. كما كانت تعمل أيضًا في لجنة الحقيقة الكولومبية، وتوثق القتل والاختفاء. اغتيلت في يناير 2017، جنبًا إلى جنب مع شريكها جو خافيير روداليجا.

## اغتيالها
قالت والدة روداليجا لجريدة باريس أنهما كانا في المنزل يشاهدان فيلما مع ابنهما في ليلة 14 يناير 2017 عندما استقلا سيارة أجرة، ولم يتم رؤيتهما مرة أخرى. تم العثور على جثثهم بعد ثلاثة أيام في منطقة ريفية ببوينافينتورا، المدينة التي كانوا يعيشون فيها، في حالة من التحلل مع طعنات وجروح وطلقات نارية. وُجد أن حناجرهم قد كُسرت نتيجةً للشنق، وكانت أيدي روداليجا مقيدة. في الأيام التي تلت اغتيالها، أصدرت القوات المسلحة الثورية الكولومبية بيانًا ألقت فيه باللوم على شقيق مانيوما ماركو أنطونيو مونيوما أوكامبو، المعروف باسم كاميلو روبليدو، بتهمة قتلها. وفقًا للبيان، فقد هرب روبليدو من القوات المسلحة الثورية لكولومبيا بالمال والسلاح وعاد إلى بوينافينتورا حيث قتل شقيقته وشريكها. في فبراير 2017، ألقت السلطات الكولومبية القبض على سائق سيارة الأجرة خوليو سيزار فالنسيا مورينو لمشاركته المفترضة في جريمة القتل، وألقت القبض على شقيق مانيوما ماركو أنطونيو مانيوما أوكامبو بعد أسبوع.
وصفت أعمالها ضد مصالح الشركات والقوات شبه العسكرية بأنها أسباب القتل: كان قتلها جزءًا من سلسلة من عمليات قتل النشطاء السياسيين في البلاد التي حدثت خلال رئاسة خوان مانويل سانتوس:الذي قتل ما لا يقل عن 534 ناشطًا بين عامي 2011 و2016.